# 何塞·安東尼奧·納瓦羅

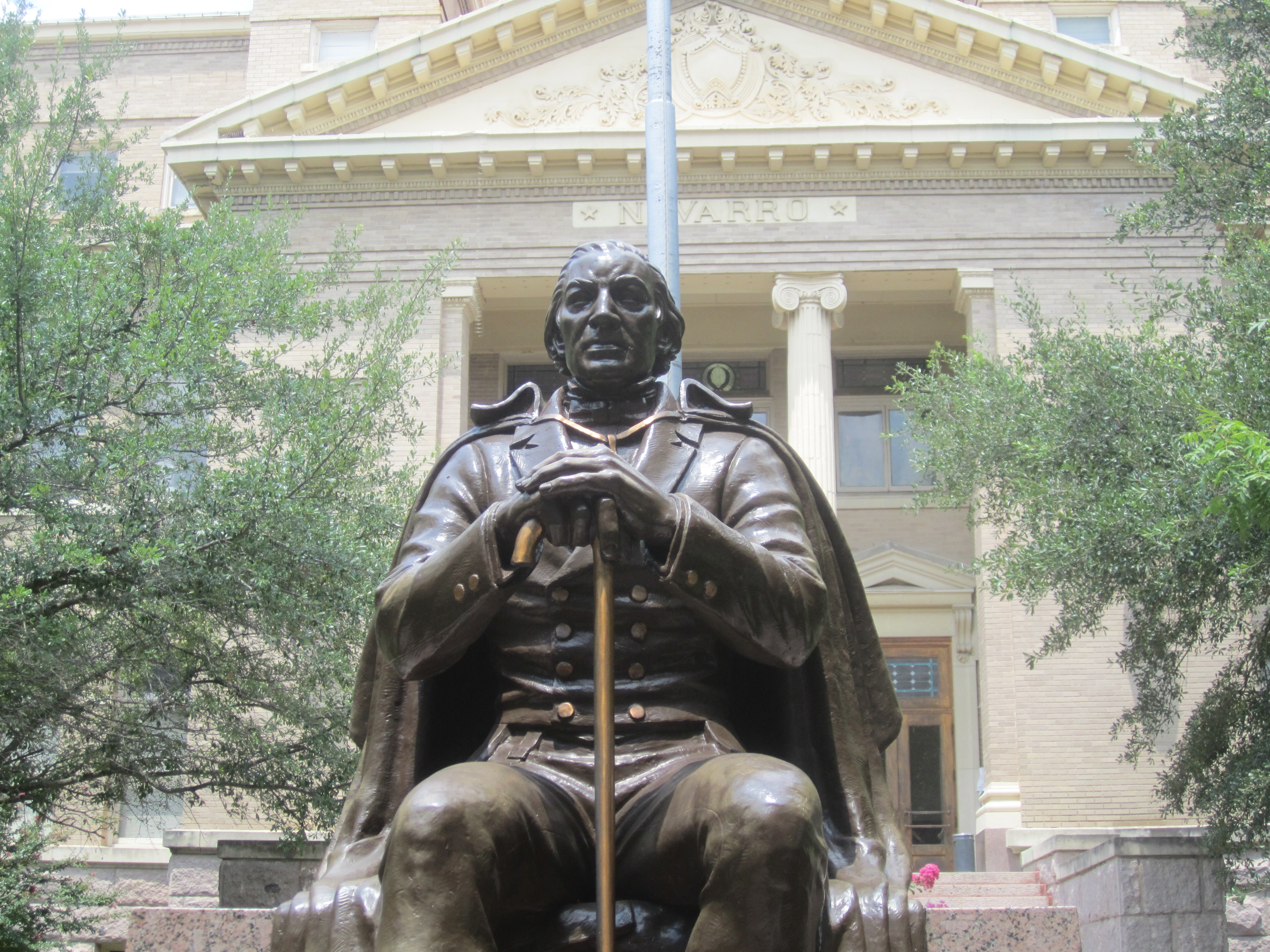
德克薩斯週科西卡纳的纳瓦罗县法院

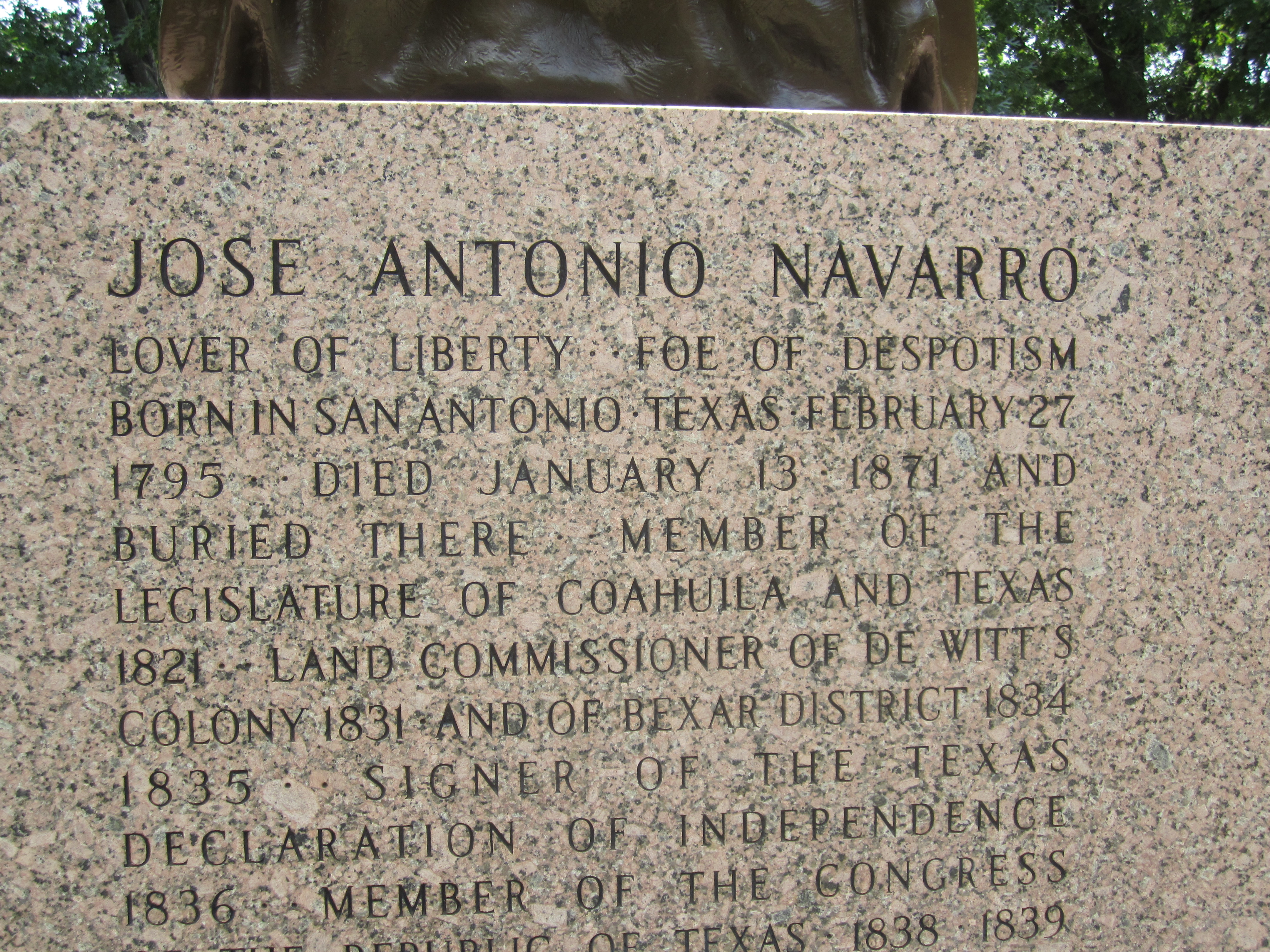
納瓦羅雕像基座上的銘文「自由熱愛者」、「專制的敵人」。

何塞·安東尼奧·納瓦羅 （西班牙語：José Antonio Navarro，1795年2月27日—1871年1月13日）是一个德克萨斯的政治家的、革命家、牧场主和商人。他出生于新西班牙聖安東尼奧的一个杰出貴族家庭
得克萨斯州纳瓦罗县成立于1846年，是由他的名字命名的。